# ポートアイランドステークス
ポートアイランドステークス (Port Island Stakes) とは日本の中央競馬の競走のひとつである。阪神競馬場の芝外回り1600メートルの距離で、オープンクラスの特別競走として施行されている。競走名は兵庫県にあるポートアイランドに由来する。

## 概要
2006年以降、阪神競馬の秋開催の最終日、中山競馬場で施行されるGI競走のスプリンターズステークスと同じ日にメイン競走として施行されている。
「競馬道Online」によれば、本競走の出走後に富士ステークスへ出走する馬が多く、2001年から2010年までの10年間に3頭が優勝を果たしている。2007年の優勝馬スーパーホーネットと2008年の優勝馬マイネルレーニアはスワンステークスへ向かい優勝した。
負担重量は3歳53キログラム、4歳以上55キログラム、牝馬2キログラム減を基本とし、さらに以下のように斤量が課せられる。
1. 日本馬は収得賞金1,000万円を超過した馬は超過額1,100万円ごとに1キログラム増。
2. 外国調教馬はGI競走1着馬は6キログラム増、GI競走1着馬は4キログラム増、GIII競走1着馬は2キログラム増（ただし2歳時の成績をのぞく）。

2019年現在の総額賞金は4760万円で、1着賞金：2500万円、2着賞金：1000万円、3着賞金：630万円、4着賞金：380万円、5着賞金：250万円と定められている。

## 歴史
- 1988年、12月に阪神競馬場のダート1200mにて、1400万円以下の条件戦として新設される。
- 1989年は施行せず、翌1990年の2月に芝1600mで開催（阪神競馬場の改修工事のため同年に限り春季開催）。
- 1991年はふたたび12月にダート1400mで開催。
- 1992年からオープンクラスの競走となり、芝1600mで開催。
- 2000年から秋開催の最終週に開催。
- 2005年から国際競走となる。
- 2006年は阪神競馬場の改修工事のため中京競馬場の芝1800mで代替開催。
- 2012年・2018年は代替競馬による開催[5]。
- 2019年からリステッド競走に指定される[6]。
- 2020年は京都競馬場のスタンド改築工事に伴う開催日程の調整により中京競馬場の芝1600mで代替とともにCOVID-19の流行により「無観客競馬」として開催。
- 2021年・2022年も京都競馬場のスタンド改築工事に伴う開催日程の調整により中京競馬場の芝1600mで代替開催。
- 2024年は阪神競馬場のリフレッシュ工事のため中京競馬場の芝1600mで代替開催。

### 歴代優勝馬
コース種別を表記していない距離は、芝コースを表す。
馬齢は2001年以降の表記に統一する。
| 施行日         | 競馬場 | 距離        | 条件       | 優勝馬             | 性齢  | タイム | 優勝騎手   | 管理調教師 |
| -------------- | ------ | ----------- | ---------- | ------------------ | ----- | ------ | ---------- | ---------- |
| 1988年12月10日 | 阪神   | ダート1200m | 1400万下   | ワンダードレッサー | 牝4   | 1:12.6 | 武豊       | 藤岡範士   |
| 1990年02月17日 | 阪神   | 1600m       | 1500万下   | ヤグラステラ       | 牝5   | 1:35.6 | 田原成貴   | 中尾謙太郎 |
| 1991年12月08日 | 阪神   | ダート1400m | 1500万下   | ユタカニーズ       | 牡5   | 1:26.1 | 岡潤一郎   | 長浜博之   |
| 1992年12月12日 | 阪神   | 1600m       | オープン   | ワイドバトル       | セン5 | 1:36.5 | 田原成貴   | 吉永猛     |
| 1993年12月12日 | 阪神   | 1600m       | オープン   | ワイドバトル       | セン6 | 1:35.6 | 土肥幸広   | 吉永猛     |
| 1994年12月11日 | 阪神   | 1600m       | オープン   | フィールドボンバー | 牡3   | 1:36.0 | O.ペリエ   | 山内研二   |
| 1995年12月10日 | 阪神   | 1600m       | オープン   | ニホンピロプリンス | 牡6   | 1:33.5 | 小林徹弥   | 目野哲也   |
| 1996年12月08日 | 阪神   | 1600m       | オープン   | ヤマニンパラダイス | 牝4   | 1:34.5 | 熊沢重文   | 浅見国一   |
| 1997年12月07日 | 阪神   | 1600m       | オープン   | ベルウイナー       | 牡5   | 1:35.0 | 角田晃一   | 宗像義忠   |
| 1998年12月13日 | 阪神   | 1600m       | オープン   | ナリタプロテクター | 牡5   | 1:36.2 | 飯田祐史   | 中尾謙太郎 |
| 1999年12月12日 | 阪神   | 1600m       | オープン   | タイクラッシャー   | 牡3   | 1:34.1 | 高橋亮     | 五十嵐忠男 |
| 2000年10月01日 | 阪神   | 1600m       | オープン   | エイシンルバーン   | 牡4   | 1:33.3 | 秋山真一郎 | 坂口正則   |
| 2001年09月30日 | 阪神   | 1600m       | オープン   | ロードキーロフ     | セン6 | 1:33.5 | 四位洋文   | 藤沢和雄   |
| 2002年09月28日 | 阪神   | 1600m       | オープン   | モノポライザー     | 牡3   | 1:33.2 | 武豊       | 橋口弘次郎 |
| 2003年10月04日 | 阪神   | 1600m       | オープン   | マイネルモルゲン   | 牡3   | 1:34.3 | 武豊       | 堀井雅広   |
| 2004年10月02日 | 阪神   | 1600m       | オープン   | ニューベリー       | 牡6   | 1:33.7 | 岩田康誠   | 音無秀孝   |
| 2005年10月01日 | 阪神   | 1600m       | オープン   | タニノマティーニ   | 牡5   | 1:33.9 | 須貝尚介   | 須貝彦三   |
| 2006年10月01日 | 中京   | 1800m       | オープン   | コンゴウリキシオー | 牡4   | 1:47.3 | 和田竜二   | 山内研二   |
| 2007年09月30日 | 阪神   | 1600m       | オープン   | スーパーホーネット | 牡4   | 1:33.3 | 藤岡佑介   | 矢作芳人   |
| 2008年10月05日 | 阪神   | 1600m       | オープン   | マイネルレーニア   | 牡4   | 1:34.6 | 佐藤哲三   | 西園正都   |
| 2009年10月04日 | 阪神   | 1600m       | オープン   | クラウンプリンセス | 牝5   | 1:33.4 | 太宰啓介   | 橋口弘次郎 |
| 2010年10月03日 | 阪神   | 1600m       | オープン   | ダノンヨーヨー     | 牡4   | 1:34.8 | 北村友一   | 音無秀孝   |
| 2011年10月02日 | 阪神   | 1600m       | オープン   | ショウリュウムーン | 牝4   | 1:34.4 | 岩田康誠   | 佐々木晶三 |
| 2012年10月01日 | 阪神   | 1600m       | オープン   | オリービン         | 牡3   | 1:33.4 | 川田将雅   | 橋口弘次郎 |
| 2013年09月29日 | 阪神   | 1600m       | オープン   | ドリームバスケット | 牡6   | 1:32.9 | 川須栄彦   | 池上昌弘   |
| 2014年10月05日 | 阪神   | 1600m       | オープン   | オリービン         | 牡5   | 1:33.9 | 菱田裕二   | 橋口弘次郎 |
| 2015年10月04日 | 阪神   | 1600m       | オープン   | フルーキー         | 牡5   | 1:33.7 | 福永祐一   | 角居勝彦   |
| 2016年10月02日 | 阪神   | 1600m       | オープン   | ウインプリメーラ   | 牝6   | 1:34.4 | F.ヴェロン | 大久保龍志 |
| 2017年10月01日 | 阪神   | 1600m       | オープン   | ムーンクレスト     | 牡5   | 1:33.0 | 藤岡佑介   | 本田優     |
| 2018年10月02日 | 阪神   | 1600m       | オープン   | ミエノサクシード   | 牝5   | 1:34.0 | 川島信二   | 高橋亮     |
| 2019年09月29日 | 阪神   | 1600m       | リステッド | ロードマイウェイ   | 牡3   | 1:32.7 | 吉田隼人   | 杉山晴紀   |
| 2020年10月04日 | 中京   | 1600m       | リステッド | ドナウデルタ       | 牝4   | 1:33.0 | 北村友一   | 石坂正     |
| 2021年10月03日 | 中京   | 1600m       | リステッド | プリンスリターン   | 牡4   | 1:32.6 | 松山弘平   | 加用正     |
| 2022年10月02日 | 中京   | 1600m       | リステッド | アルサトワ         | 牡5   | 1:33.1 | 幸英明     | 斉藤崇史   |
| 2023年10月01日 | 阪神   | 1600m       | リステッド | ドーブネ           | 牡4   | 1:33.5 | 吉田隼人   | 武幸四郎   |
| 2024年09月29日 | 中京   | 1600m       | リステッド | アスクコンナモンダ | 牡5   | 1:34.4 | 岩田望来   | 中内田充正 |